# Sparbanken Lidköping Arena
Sparbanken Lidköping Arena er en sportshal i Lidköping, Sverige. Den er primært beregnet til bandy, men bruges også til andre arrangementer. Hovedsponsor for arenaen er Sparekassen i Lidköping, deraf navnet. 
Arenaen er placeret på Ågårdens sportsplads, hvor der ud over arenaen også findes en svømmehal, en udendørs isbane til bandy, en tennishal og en mindre ishockeyhal. 
Arenan blev indviet den 25. december 2009 med offentligt skøjteløb og næste dag spilledes den første bandykamp i arenaen for 4.425 tilskuere, da Villa Lidköping BK og IFK Kungälv spillede en kamp i Elitserien i bandy. 
Ved koncerter er der plads til mere end 12.500 mennesker i arenaen, hvilket gør det til den sjettestørste indendørs arena i Sverige. Friends Arena, Globen, Scandinavium, ABB Arena i Västerås og Malmö Arena er de arenaer, der er større.